# 郭逵
郭逵（1022年—1088年），字仲通，祖籍鉅鹿（今河北省邢台市），后迁徙至洛阳。北宋名将，镇守西北多年，數败夏军，为宋朝西北部的安宁立下大功。

## 生平简介
郭斌次子，青年时代常“日怀二饼，读《汉书》于京师州西酒楼上”，康定元年（1040年）正月，兄遵死於三川口之戰。三月，錄逵為三班奉職（階官，三班使臣，小使臣，從九品），隸陝西经略安抚招討副使仲淹麾下。仲淹勉以問學。延安清剛社募兵誤殺熟羌，將論死，逵請而免之，活壯士十三人。方議取靈武，逵曰：「地遠而食不繼，城大而兵不多，未見其利。」未幾，涇原路马步军副都部署任福以全軍沒，人服其先見。受王尧臣力荐，改右班殿直（階官，三班使臣，小使臣，正九品）。
陳執中为京东东路安抚使，表奏郭逵為兵马駐泊都监，屯驻青州。執中與賓佐論當今名將，共推葛懷敏。逵曰：「懷敏易與爾，他日必敗朝廷事。」執中始怒，居數日，問曰：「君何以知葛懷敏非名將而敗事邪？」曰：「喜功徼幸，徒勇無謀，可禽也。」執中歎曰：「君真知兵，懷敏既覆師矣。」，授右侍禁（階官，三班使臣，小使臣，正九品），為真定府兵馬監押。慶曆四年（1044年）八月，保州云翼军拥兵马都监韦贵叛乱，真定府路安抚使田況遣逵往招之。逵與亂者侍其臻嘗同事范仲淹，馳至城下，示以舊所佩紫囊。臻識之，即與其黨韋貴、史克順皆再拜，邀逵登城。既見，申諭禍福，眾或疑不即下，曰：「若降，恐不免。」逵請以身為質，於是開城降。九月，論功加閣門祗候（職，從八品）。后为雄霸州路沿界河至海口同巡检，又以为定州驻泊兵马都监，进东头供奉官（階官，三班使臣，大使臣，从八品）充环庆路驻泊兵马都监。遭母憂，不得解官，凡三請乃許。环庆路经略安抚使杜杞贐以錢四十萬，謝弗受。卒喪，为驻泊兵马都监兼知镇戎军。皇祐五年（1053年）七月，拔古渭城，自內殿承制、閤門祗候為礼宾副使(阶官，诸司副使，第五阶十九资，从七品)兼阁门通事舍人（職，從七品），徙河北緣邊安撫都監同巡检诸州军寨榷场。至和元年（1054年）八月，為契丹國母生辰副使，隨正使、起居舍人、直集賢院、同修起居注吴奎出使契丹國，值其主受尊號，入觀禮。使還，黜為汾州兵马都監。
户部侍郎、觀文殿大學士龐籍为河東路经略安抚使，俾郭逵權知忻州事。契丹來求天池廟地，籍不能決，以諉逵。逵訪得太平興國中故牘，證為王土，檄報之，契丹愧伏。庞籍荐郭逵管勾河外三州军马未受命，值荊湖北路溪蠻彭仕羲叛，加帶御器械，為荆湖北路兵马鈐轄兼知澧州事。得蠻親信為鄉導，盡平諸隘，遂破其所居桃花州，仕羲棄城走，眾悉降。嘉佑三年（1058年）九月，遷禮賓使（階官，諸司正使，第五阶，第二十资，正七品），以招降彭仕義之勞，賜錢二十萬。徙荊湖南路兵马鈐轄、知邵州事。武岡蠻反，逵討平之，差知广信军、迁六宅使（阶官，诸司正使，第三阶，第十资，正七品），充成都府利州路兵马钤辖，固辞不受，以六宅使领端州刺史（遥郡刺史），权泾原路马步军副都部署。四年（1059年），加龙卫神卫四厢都指挥使、果州团练使（阶官，正任团练使，从五品），升捧日天武四厢都指挥使，又升任侍卫亲军步军司都虞侯、惠州防禦使（阶官，正任防禦使，从五品），赐号雄勇亮节功臣。
英宗即位，升容州觀察使（階官，正任觀察使，正五品）、侍卫亲军马军司都虞候。仁宗山陵，以逵掌宿衛，遷殿前司都虞候（禁軍軍職，從五品）。治平元年（1064年），出為涇原路马步军副都总管。二年（1065年）正月，封文水郡开国公，改赐推忠佐理功臣。三年（1066年）四月，授檢校太保（檢校官，第四階）、同簽書樞密院事（差遣）。十月，以同簽書樞密院事出為陝西四路沿邊宣撫使、权泾原路马步军都总管、權判渭州事。逵雖立軍功，而驟躋政地，議者不厭，諫官、御史交論之，不聽。神宗即位，遷靜難軍节度观察留後（階官，正任節度觀察留後，正四品）、檢校太傅、光祿大夫（散官）。四年（1067年）四月，召還。言者復力爭，九月，罷同簽書樞密院事，乃改宣徽南院使（職事官）、京东西路安抚使、判鄆州事。至鄆七日，徙鄜延路经略安抚使兼马步军都总管、判延州事。熙宁三年（1070年）八月，加检校太尉、雄武军节度观察留后。四年（1071年）三月，慶州廣銳軍亂，叛兵擾關中。以逵为永兴军路经略安抚使兼马步军都总管、判永兴军事。后徒秦凤路经略安抚使兼马步军都总管、判秦州事。因与王韶不和，自解乞他官。五年（1072年）二月，改涇原路經略安撫使兼馬步軍都部署、判渭州事。十一月，落宣徽南院使、改知潞州。七年（1074年）九月，知太原府兼河東路經略安撫使。十二月，復宣徽南院使。
九年（1076年）正月，宋朝藩属交趾（即越南李朝）反叛，交趾君主李仁宗（李乾德）派李常杰、刘应纪等人侵宋（宋越熙宁战争），占领邕州。二月，郭逵為安南道行營馬步軍都總管、招討使、兼荊湖廣南路宣撫使，統兵四萬九千五百六十、馬四千六百九十匹奉命讨伐，許珏為都監（監軍），殺其將洪真禽左郎将阮根，大获全胜。后乘胜追击，十二月，率兵出界，直至交趾境内，直达交趾都城升龙（今越南河内）。十年（1077年）二月，李仁宗奉表诣军门请降。由于是酷暑季节，将士们疲惫不堪，損兵二萬六千一百六十人，馬匹死亡一千五百十六。是月，班師，判潭州。七月，以不能复交州为由，坐貶银青光禄大夫、左衛將軍（環衛官，從四品），西京安置，屏處十年。哲宗立，授左屯衛大將軍（環衛官，正四品）致仕。元祐元年（1086年）十月，落致仕，授检校司空、起知潞州事、封武功县开国男、特赐银绢，羊酒。告老，不許。二年（1087年）五月，授廣州觀察使、知河中府事。辭歸洛，六月，除左武衛上將軍（環衛官，從三品）、提舉西京嵩山崇福宫（祠祿官），三年（1088年）十二月，卒，年六十七。輟視朝一日，贈雄武軍節度使（贈官，從二品）。

## 家族
- 曾祖：郭隐，赠太保
- 曾祖母：何氏，追封信安郡夫人
- 祖：郭荣，赠太傅
- 祖母：崔氏，追封永嘉郡夫人
- 父：郭斌，赠太师、中书令、赠左神武軍上將軍、后改赠左驍衛上將軍
- 母：贺氏，追封华原郡夫人
- 妻：史氏，封平原郡夫人
- 子：郭忠良，左侍禁
- 子：郭忠谏，左班殿直
- 子：郭忠孝，承事郎
- 子：郭忠臣，西头供奉官
- 子：郭忠恕，东头供奉官
- 子：郭忠贤，左侍禁
- 女：郭氏，适通直郎夏大定
- 女：郭氏，适大理寺评事钱荛
- 女：郭氏，适承务郎胡士修
- 女：郭氏，适宣义郎吕昭问
- 女：郭氏，适内殿承制石舜賔
- 女：郭氏，适承务郎王秉文
- 女：郭氏，适广济县主簿范埴
- 女：郭氏

## 延伸阅读
[在维基数据编辑]
 《宋史·卷290》，出自脱脱《宋史》